# آکونه، کاگوشیما
آکونه در استان کاگوشیما در کشور ژاپن  واقع شده‌است  که دارای جمعیت ۲۴٬۱۶۶ نفر و مساحت ۱۳۴٫۳۰ کیلومتر مربع با تراکم جمعیت ۱۸۰  نفر در کیلومترمربع است و در تاریخ ۱ آوریل ۱۹۵۲ به عنوان شهر شناخته شد.